# Оскар за најбољег глумца у споредној улози
Оскар за најбољег глумца у споредној улози (енгл. Academy Award for Best Performance by an Actor in a Supporting Role) додељује се редовно од 1936. године.
У првим годинама добитницима је уручивана свечана плакета, а од 1943. године добијају позлаћену статуу као и сви остали добитници Оскара.

### 1930-е
- 1936 Волтер Бренан — Дођи и узми као Свон Бостром
  - Миша Ауер — Мој човек Годфри као Карло
  - Стјуарт Ервин — Pigskin Parade као Ејмос Дод
  - Базил Ратбон — Ромео и Јулија као Тибалт
  - Аким Тамироф — Генерал је умро у зору као генерал Јанг
- 1937 Џозеф Шилдкрот — Живот Емила Золе као Алфред Драјфус
  - Ралф Белами — Друга брачна ноћ као Ден Лисон
  - Томас Мичел — Ураган као "де Керсент"
  - Х. Б. Ворнер — Изгубљени хоризонт као Чанг
  - Роланд Јанг — Топер као "Козмо Топер"
- 1938 Волтер Бренан — Кентаки као Питер Гудвин
  - Џон Гарфилд — Четири ћерке као Мики Борден
  - Џин Локхарт — Алжир као "Риџис"
  - Роберт Морли — Марија Антоанета као Краљ Луј XVI
  - Базил Ратбон — Кад бих био краљ као Краљ Луј XI
- 1939 Томас Мичел — Поштанска кочија као Док Бун
  - Брајан Ахерн — Хуарез као краљ Максимилијан фон Хабзбург
  - Хари Кари — Господин Смит иде у Вашингтон као председник Сената
  - Брајан Донливи — Бо Џест као "Наредник Маркоф"
  - Клод Рејнс — Господин Смит иде у Вашингтон као сенатор Џозеф Пејн

### 1940-е
- 1940 Волтер Бренан — Западњак као "судија Рој Бин"
  - Алберт Басерман — Страни дописник као "Ван Мир"
  - Вилијам Гарган — Они су знали шта желе као "Џо"
  - Џек Оки — Велики диктатор као "Бензино Напалони"
  - Џејмс Стивенсон — Писмо као "Хауард Џојс"
- 1941 Доналд Крисп — Како је била зелена моја долина као "Гвилим Морган"
  - Волтер Бренан — Наредник Јорк као "Пастор Рожер Пајл"
  - Чарлс Коберн — Ђаво и госпођица Џоунс као "Џон Пи Мерик"
  - Џејмс Глисон — Долази господин Џордан као "Макс Коркл"
  - Сидни Гринстрит — Малтешки соко као "Каспер Гутман"
- 1942 Ван Хефлин — Џони Игер као "Џеф Хартнет"
  - Вилијам Бендикс — Wake Island као "Pvt. Aloysius K. 'Smacksie' Randall"
  - Волтер Хјустон — Yankee Doodle Dandy као Jere Cohan
  - Френк Морган — Кварт Тортиља као "Pirate"
  - Хенри Траверс — Mrs. Miniver као "Mr. Ballard"
- 1943 Чарлс Коберн — Што више, то боље као "Benjamin Dingle"
  - Чарлс Бикфорд — Песма Бернандете као Father Dominique Peyramale
  - Џ. Карол Неш — Сахара као "Giuseppe"
  - Клод Рејнс — Казабланка као "Captain Renault"
  - Аким Тамироф — За ким звоно звони као "Pablo"
- 1944 Бери Фицџералд — Својим путем као "Father Fitzgibbon"
  - Хјум Кронин — The Seventh Cross као "Paul Roeder"
  - Клод Рејнс — Mr. Skeffington као "Job Skeffington"
  - Клифотн Веб — Лора као "Waldo Lydecker"
  - Монти Вули — Since You Went Away као "Colonel William G. Smollett"
- 1945 Џејмс Дан — Дрво расте у Бруклину као "Johnny Nolan aka The Brooklyn Thrush"
  - Мајкл Чехов — Spellbound као "Dr. Alexander 'Alex' Brulov"
  - Џон Дал — The Corn Is Green као "Morgan Evans"
  - Роберт Мичам — The Story of G.I. Joe као "Lt./Capt. Bill Walker"
  - Џ. Карол Неш — A Medal for Benny као "Charley Martin"
- 1946 Харолд Расел — Најлепше године нашег живота као "Homer Parrish"
  - Чарлс Коберн — The Green Years као "Alexander 'Dandy' Gow"
  - Вилијам Демарест — The Jolson Story као "Steve Martin"
  - Клод Рејнс — Notorious као "Alexander Sebastian"
  - Клифтон веб — Оштрица бријача као "Elliott Templeton"
- 1947 Едмунд Гвен — Чудо у 34. улици као "Kris Kringle"
  - Чарлс Бикфорд — Фармерска кћи као "Joseph Clancey"
  - Томас Гомез — Ride the Pink Horse као "Pancho"
  - Роберт Рајан — Crossfire као "Montgomery"
  - Ричард Видмарк — Kiss of Death као "Tommy Udo"
- 1948 Волтер Хјустон — Благо Сијера Мадре као "Хауард"
  - Чарлс Бикфорд — Џони Белинда као "Black McDonald"
  - Хозе Ферер — Јованка Орлеанка као The Dauphin, Charles VII, later King of France
  - Оскар Хомолка — I Remember Mama као "Uncle Chris"
  - Сесил Келавеј — The Luck of the Irish као "Horace (a Leprechaun)"
- 1949 Дин Џегер — Тачно у дванаест часова као "Maj. Harvey Stovall"
  - Џон Ајерланд — Сви краљеви људи као "Jack Burden"
  - Артур Кенеди — Champion као "Connie Kelly"
  - Ралф Ричардсон — Наследница као "Dr. Arthur Sloper"
  - Џејмс Витмор — Battleground као "Sgt. Kinnie"

### 1950-е
- 1950 Џорџ Сандерс — Све о Еви као "Addison De Witt"
  - Џеф Чандлер — Broken Arrow као Cochise
  - Едмунд Гвен — Mister 880 као "'Skipper' Miller"
  - Сем Џафи — Џунгла на асфалту као "Doc Erwin Riedenschneider"
  - Ерих фон Строхајм — Булевар сумрака као "Max von Meyerling"
- 1951 Карл Малден — Трамвај звани жеља као "Harold 'Mitch' Mitchell"
  - Лио Ген — Quo Vadis као Petronius
  - Кевин Макарти — Death of a Salesman као "Biff Loman"
  - Питер Устинов — Quo Vadis као Нерон
  - Гиг Јанг — Come Fill the Cup као "Boyd Copeland"
- 1952 Ентони Квин — Вива Запата  као Eufemio Zapata
  - Ричард Бертон — My Cousin Rachel као "Philip Ashley"
  - Артур Ханикат — The Big Sky као "Zeb Calloway/Narrator"
  - Виктор Маклаген — Миран човек као "'Red' Will Danaher"
  - Џек Паланс — Sudden Fear као "Lester Blaine"
- 1953 Френк Синатра — Одавде до вечности као "Pvt. Angelo Maggio"
  - Еди Алберт — Празник у Риму као "Irving Radovich"
  - Брандон де Вилде — Шејн као "Joey Starrett"
  - Џек Паланс — Шејн као "Jack Wilson"
  - Роберт Строз — Сталаг 17 као "Stanislas 'Animal' Kasava"
- 1954 Едмонд О’Брајен — Босонога контеса као "Oscar Muldoon"
  - Ли Џеј Коб — На доковима Њујорка као "Johnny Friendly"
  - Карл Малден — На доковима Њујорка као "Father Barry"
  - Род Стајгер — На доковима Њујорка као "Charley 'the Gent' Malloy"
  - Том Тали — The Caine Mutiny као "Commander DeVriess"
- 1955 Џек Лемон — Мистер Робертс као "Ens. Frank Thurlowe Pulver"
  - Артур Кенеди — Trial као "Barney Castle"
  - Џо Мантел — Марти као Енџи
  - Сал Минио — Бунтовник без разлога као "John 'Plato' Crawford"
  - Артур О’Конел — Picnic као "Howard Bevans"
- 1956 Ентони Квин — Жудња за животом као Пол Гоген
  - Дон Мари — Bus Stop као "Beauregard 'Bo' Decker"
  - Ентони Перкинс — Friendly Persuasion као "Josh Birdwell"
  - Мики Руни — The Bold and the Brave као Дули
  - Роберт Стак — Written on the Wind као Кајл Хедли
- 1957 Ред Батонс — Сајонара као "Airman Joe Kelly"
  - Виторио Де Сика — A Farewell to Arms као мајор Алесандро Риналди
  - Сесуе Хајакава — Мост на реци Квај као "Colonel Saito"
  - Артур Кенеди — Peyton Place као Лукас Крос
  - Рас Тамблин — Peyton Place као Норман Пејџ
- 1958 Берл Ајвс — Велика земља као "Rufus Hannassey"
  - Теодор Бикел — The Defiant Ones као шериф Макс Милер
  - Ли Џеј Коб — Браћа Карамазови као Фјодор Карамазов
  - Артур Кенеди — Some Came Running као Френк Хирш
  - Гиг Јанг — Teacher's Pet као "Dr. Hugo Pine"
- 1959 Хју Грифит — Бен Хур као "Sheik Ilderim"
  - Артур О’Конел — Анатомија једног убиства као "Parnell Emmett McCarthy"
  - Џорџ К. Скот — Анатомија једног убиства као "Asst. State Atty. Gen. Claude Dancer"
  - Роберт Вон — The Young Philadelphians као "Chester A. 'Chet' Gwynn"
  - Ед Вин — Дневник Ане Франк као Albert Dussell

### 1960-е
- 1960 Питер Јустинов — Спартак као Lentulus Batiatus
  - Питер Фолк — Murder, Inc. као "Abe 'Kid Twist' Reles"
  - Џек Крашен — Апартман као др Драјфус
  - Сал Минио — Exodus као "Dov Landau"
  - Чил Вилс — The Alamo као "Beekeeper"
- 1961 Џорџ Шакирис — Прича са западне стране као Бернардо
  - Монтгомери Клифт — Нирнбершки процес као Рудолф Питерсен
  - Питер Фолк — Pocketful of Miracles као "Joy Boy"
  - Џеки Глисон — The Hustler као "Minnesota Fats"
  - Џорџ К. Скот — The Hustler као Берт Гордон
- 1962 Ед Бегли — Слатка птица младости као "Tom 'Boss' Finley"
  - Виктор Буоно — Шта се догодило са Беби Џејн? као Едвин Флаг
  - Тели Савалас — Birdman of Alcatraz као "Feto Gomez"
  - Омар Шариф — Лоренс од Арабије као Sherif Ali ibn el Kharish
  - Теренс Стамп — Били Бад као Били Бад
- 1963 Мелвин Даглас — Хад као "Homer Bannon"
  - Ник Адамс — Twilight of Honor као Бен Браун
  - Боби Дарин — Captain Newman, M.D. као "Corporal Jim Tompkins"
  - Хју Грифит — Том Џоунс као "Squire Western"
  - Џон Хјустон — The Cardinal као "Cardinal Glennon"
- 1964 Питер Јустинов — Топкапи "Arthur Simon Simpson"
  - Џон Гилгуд — Бекет као Луј VII
  - Стенли Холовеј — Моја лепа госпођице као Алфред Дулитл
  - Едмонд О’Брајен — Seven Days in May као "Senator Raymond Clark"
  - Ли Трејси — The Best Man као "Art Hockstader"
- 1965 Мартин Балсам — Хиљаду кловнова као "Arnold Burns"
  - Ијан Банен — The Flight of the Phoenix као "'Ratbags' Crow"
  - Том Кортни — Доктор Живаго као "Pasha Antipov"
  - Мајкл Дан — Ship of Fools као "Carl Glocken"
  - Френк Финли — Отело као Јаго
- 1966 Волтер Матау — Срећковић као "Willie Gingrich"
  - Мако — The Sand Pebbles као "Po-han"
  - Џејмс Мејсон — Georgy Girl као "James Leamington"
  - Џорџ Сигал — Ко се боји Вирџиније Вулф? као Ник
  - Роберт Шо — Човек за сва времена као Хенри VIII Тјудор
- 1967 Џорџ Кенеди — Хладноруки кажњеник као "Dragline"
  - Хенри Буоно — The Dirty Dozen као "Victor P. Franko"
  - Џин Хекман — Бони и Клајд као Бак Бероу
  - Сесил Келавеј — Погоди ко долази на вечеру као "Monsignor Mike Ryan"
  - Мајкл Џ. Полард — Бони и Клајд као "C.W. Moss"
- 1968 Џек Албертсон — Ружичасти поданик као "John Cleary"
  - Симор Касел — Faces као "Chet"
  - Данијел Маси — Star! као Noel Coward
  - Џек Вајлд — Oliver! као "The Artful Dodger"
  - Џин Вајлдер — The Producers као Лео Блум
- 1969 Гиг Јанг — Коње убијају, зар не? као Роки
  - Руперт Крос — The Reivers као Нед
  - Елиот Гулд — Bob & Carol & Ted & Alice као Тед Хендерсон
  - Џек Николсон — Голи у седлу као Џорџ Хансон
  - Ентони Квејл — Anne of the Thousand Days као Cardinal Wolsey

### 1970-е
- 1970 Џон Милс — Рајанова кћи као Мајкл
  - Ричард С. Кастелано — Lovers and Other Strangers као Франк Векијо
  - Ден Џорџ — Little Big Man као "Old Lodge Skins"
  - Џин Хекман — I Never Sang for My Father као Џин Гарисон
  - Џон Марли — Љубавна прича као "Phil Cavalleri"
- 1971 Бен Џонсон — Последња биоскопска представа као Лав Сем
  - Џеф Бриџиз — Последња биоскопска представа као Дјуен Џексон
  - Леонард Фреј — Виолиниста на крову (филм) као "Motel Kamzoil"
  - Ричард Џекел — Sometimes a Great Notion као "Joe Ben Stamper"
  - Рој Шајдер — Француска веза као детектив Бади Русо
- 1972 Џоел Греј — Кабаре као "Master of Ceremonies"
  - Еди Алберт — The Heartbreak Kid као "Mr. Corcoran"
  - Џејмс Кан — Кум као Сони Корлеоне
  - Роберт Дувал — Кум као Том Хејген
  - Ал Пачино — Кум као Мајкл Корлеоне
- 1973 Џон Хаусман — Потера на папиру као "Charles W. Kingsfield Jr."
  - Винсент Гардинија — Bang the Drum Slowly као "Dutch Schnell"
  - Џек Гилфорд — Save the Tiger као Фил Грин
  - Џејсон Милер — Истеривач ђавола као "Father Damien Karras"
  - Ренди Квејд — The Last Detail као "Larry Meadows"
- 1974 Роберт де Ниро — Кум 2 као Вито Корлеоне
  - Фред Астер — The Towering Inferno као "Harlee Claiborne"
  - Џеф Бриџиз — Thunderbolt and Lightfoot као "Lightfoot"
  - Мајкл В. Газо — Кум 2 као "Frankie Pentangeli"
  - Ли Страсберг — Кум 2 као "Hyman Roth"
- 1975 Џорџ Бернс — Сунчани момци као Ал Луис
  - Бред Дориф — Лет изнад кукавичјег гнезда као Били Бибит
  - Берџес Мередит — The Day of the Locust као Хари Гринер
  - Крис Сарандон — Пасје поподне као Леон Шермер
  - Џек Ворден — Шампон као Лестер
- 1976 Џејсон Робардс — Сви председникови људи као Бен Бредли
  - Нед Бејти — ТВ мрежа као Артур Џенсен
  - Берџес Мередит — Роки као Мики Голдмил
  - Лоренс Оливије — Маратонац као "Dr. Christian Szell"
  - Берт Јанг — Роки као Поли Пенино
- 1977 Џејсон Робардс — Џулија као Дашијел Хамет
  - Михаил Баришњиков — The Turning Point као "Yuri Kopeikine"
  - Питер Ферт — Equus као "Alan Strang"
  - Алек Гинис — Ратови звезда Епизода IV: Нова нада као "Obi-Wan Kenobi"
  - Максимилијан Шел — Џулија као Јохан
- 1978 Кристофер Вокен — Ловац на јелене као "Nikonar 'Nick' Chevotarevich"
  - Брус Дерн — Coming Home као капетан Боб Хајд
  - Ричард Фарнсворт — Comes a Horseman као Доџер
  - Џон Херт — Поноћни експрес као Макс
  - Џек Ворден — Heaven Can Wait као Макс Коркл
- 1979 Мелвин Даглас — Бити тамо као "Benjamin Turnbull Rand"
  - Роберт Дувал — Апокалипса данас као поручник Бил Килгор
  - Џастин Хенри — Крејмер против Крејмера као Били Крејмер
  - Фредерик Форест — The Rose као Хјустон Дајер
  - Мики Руни — The Black Stallion као Хенри Дејли

### 1980-е
- 1980 Тимоти Хатон — Обични људи као Конрад Џерет
  - Џад Херш — Обични људи као "Dr. Tyrone C. Berger"
  - Мајкл О’Киф — The Great Santini као "Ben Meechum"
  - Џо Пеши — Разјарени бик као Joey LaMotta
  - Џејсон Робардс — Мелвин и Хауард као Howard Hughes
- 1981 Џон Гилгуд — Артур као Хобсон
  - Џејмс Коко — Only When I Laugh као "Jimmy"
  - Ијан Холм — Ватрене кочије као Sam Mussabini
  - Џек Николсон — Црвени као Eugene O'Neill
  - Хауард Ролинс — Регтајм као "Coalhouse Walker, Jr."
- 1982 Луј Госет млађи — Официр и џентлмен као "Gunnery Sergeant Emil Foley"
  - Чарлс Дернинг — The Best Little Whorehouse in Texas као "Governor"
  - Џон Литгоу — The World According to Garp као "Roberta Muldoon"
  - Џејмс Мејсон — The Verdict као "Ed Concannon"
  - Роберт Престон — Victor/Victoria као "Carroll 'Toddy' Todd"
- 1983 Џек Николсон — Време нежности као Герет Бридлав
  - Чарлс Дернинг — To Be or Not to Be као "Colonel Erhardt"
  - Џон Литгоу — Време нежности као "Sam Burns"
  - Сем Шепард — Пут у космос као Чак Јегер
  - Рип Торн — Cross Creek као "Marsh Turner"
- 1984 Хеинг Нгор — Поља смрти као Дит Прен
  - Адолф Сизар — A Soldier's Story као "Sergeant Waters"
  - Џон Малкович — Места у срцу као "Mr. Will"
  - Норијуки Морита — Карате кид као „Господин Мијаги“
  - Ралф Ричардсон — Greystoke — The Legend of Tarzan, Lord of the Apes као "The Sixth Earl of Greystroke"
- 1985 Дон Амичи — Чаура као "Arthur Selwyn"
  - Клаус Марија Брандауер — Моја Африка као Baron Bror von Blixen-Finecke
  - Вилијам Хики — Част Прицијевих као "Don Corrado Prizzi"
  - Роберт Лоџа — Jagged Edge као "Sam Ransom"
  - Ерик Робертс — Runaway Train као "Buck"
- 1986 Мајкл Кејн — Хана и њене сестре као Елиот
  - Том Беренџер — Вод као "Sgt. Barnes"
  - Вилем Дафо — Вод као "Sgt. Elias"
  - Денхолм Елиот — Соба са погледом као "Mr. Emerson"
  - Денис Хопер — Hoosiers као "Shooter"
- 1987 Шон Конери — Несаломиви као Џим Малоун
  - Алберт Брукс — Broadcast News као "Aaron Altman"
  - Морган Фриман — Street Smart као "Fast Black"
  - Винсент Гардинија — Moonstruck као "Cosmo Castorini"
  - Дензел Вошингтон — Cry Freedom као Steve Biko
- 1988 Кевин Клајн — Риба звана Ванда као Ото Вест
  - Алек Гинис — Little Dorrit као "William Dorrit"
  - Мартин Ландау — Tucker: The Man and His Dream као Abe Karatz
  - Ривер Финикс — Running on Empty као "Danny Pope"
  - Дин Стоквел — Удата за мафију као "Tony 'The Tiger' Russo"
- 1989 Дензел Вошингтон — Слава као „редов Трип“
  - Дени Ајело — Do the Right Thing као "Sal"
  - Ден Екројд — Возећи госпођицу Дејзи као "Boolie Werthan"
  - Марлон Брандо — Бела сезона суше као "Ian Mackenzie"
  - Мартин Ландау — Crimes and Misdemeanors као "Judah Rosenthal"

### 1990-е
- 1990 Џо Пеши — Добри момци као Томи Девито
  - Брус Дејвисон — Longtime Companion као Дејвид
  - Енди Гарсија — Кум 3 као Винсент Манћини-Корлеоне
  - Грејам Грин — Плес са вуковима као "Kicking Bird"
  - Ал Пачино — Дик Трејси као "Alphonse 'Big Boy' Caprice"
- 1991 Џек Паланс — City Slickers као "Curly Washburn"
  - Томи Ли Џоунс — JFK као Clay Shaw/Clay Bertrand
  - Харви Кајтел — Багзи као Мики Коен
  - Бен Кингсли — Багзи као Meyer Lansky
  - Мајкл Лернер — Бартон Финк као Џек Липник
- 1992 Џин Хекман — Неопроштено као "Little Bill Daggett"
  - Џеј Дејвидсон — The Crying Game као "Дил"
  - Џек Николсон — Неколико добрих људи као "Col. Nathan R. Jessep"
  - Ал Пачино — Гленгери Глен Рос као Рики Рома
  - Дејвид Пејмер — Mr. Saturday Night као Стен
- 1993 Томи Ли Џоунс — The Fugitive као "Marshall Samuel Gerard"
  - Леонардо Дикаприо — What's Eating Gilbert Grape као Арни Грејп
  - Рејф Фајнс — Шиндлерова листа као Amon Göth
  - Џон Малкович — In the Line of Fire као Мич Лири
  - Пит Послтвејт — In the Name of the Father као Giuseppe Conlon
- 1994 Мартин Ландау — Ед Вуд као Бела Лугоши
  - Самјуел Л. Џексон — Петпарачке приче као "Jules Winnfield"
  - Чез Палминтери — Bullets Over Broadway као Чич
  - Пол Скофилд — Quiz Show као Mark Van Doren
  - Гари Синиз — Форест Гамп као Lieutenant Dan Taylor
- 1995 Кевин Спејси — The Usual Suspects као "Roger 'Verbal' Kint"
  - Џејмс Кромвел — Babe као "Farmer Arthur Hoggett"
  - Ед Харис — Аполо 13 као Gene Kranz
  - Бред Пит — Дванаест мајмуна као "Jeffrey Goines"
  - Тим Рот — Rob Roy као Арчибалд Канингем
- 1996 Кјуба Гудинг млађи — Џери Магвајер као Род Тидвел
  - Вилијам Х. Мејси — Фарго као "Jerry Lundegaard"
  - Армин Милер-Штал — Shine као Peter Helfgott
  - Едвард Нортон — Исконски страх као "Aaron Stampler"
  - Џејмс Вудс — Ghosts of Mississippi као Byron De La Beckwith
- 1997 Робин Вилијамс — Добри Вил Хантинг као "Sean Maguire"
  - Роберт Форстер — Џеки Браун као Макс Чери
  - Ентони Хопкинс — Amistad као Џон Квинси Адамс
  - Грег Кинир — Добро да боље не може бити као Сајмон Бишоп
  - Берт Рејнолдс — Ноћи бугија као Џек Хорнер
- 1998 Џејмс Коберн — Affliction као Глен Вајтхаус
  - Роберт Дувал — A Civil Action као "Jerome Facher"
  - Ед Харис — Труманов шоу као Кристоф
  - Џефри Раш — Заљубљени Шекспир као Philip Henslowe
  - Били Боб Торнтон — A Simple Plan као Џејкоб Мичел
- 1999 Мајкл Кејн — Живот нема правила као Вилбур Ларч
  - Том Круз — Магнолија као Френк Т. Џ. Маки
  - Мајкл Кларк Данкан — Зелена миља као Џон Кофи
  - Џуд Ло — Талентовани господин Рипли као Дики Гринлиф
  - Хејли Џоел Озмент — Шесто чуло као „Кол Сир“

### 2000-е
- 2000 Бенисио дел Торо — Путеви дроге као Хавијер Родригез
  - Џеф Бриџиз — Кандидат као Џексон Еванс
  - Вилем Дафо — Сенка вампира као Макс Шрек
  - Алберт Фини — Ерин Брокович као Ед Масри
  - Хоакин Финикс — Гладијатор као Комод
- 2001 Џим Бродбент — Ајрис као Џон Бејли
  - Итан Хок — Дан обуке као Џејк Хојт
  - Бен Кингсли — Секси животиња као Дон Логан
  - Ијан Макелен — Господар прстенова: Дружина прстена као Гандалф
  - Џон Војт — Али као Хауард Косел
- 2002 Крис Купер — Адаптација као Џон Ларош
  - Ед Харис — Сати као Ричард Браун
  - Пол Њуман — Пут без повратка као Џон Руни
  - Џон К. Рајли — Чикаго као Ејмос Харт
  - Кристофер Вокен — Ухвати ме ако можеш као Френк Абагнејл
- 2003 Тим Робинс — Мистична река као Дејв Бојл
  - Алек Болдвин — The Cooler као Шели Каплоу
  - Бенисио дел Торо — 21 грам као Џек Џордан
  - Џимон Хансу — У Америци као Матео
  - Кен Ватанабе — Последњи самурај као Кацумото
- 2004 Морган Фриман — Девојка од милион долара као Еди Скрап Дупри
  - Алан Олда — Авијатичар као сенатор Овен Брустер
  - Томас Хејден Черч — Странпутице као Џек
  - Џејми Фокс — Колатерал као Макс Дерошер
  - Клајв Овен — Блискост као Лари Греј
- 2005 Џорџ Клуни — Сиријана као Боб Барнс
  - Мет Дилон — Фатална несрећа као наредник Џон Рајан
  - Пол Џијамати — Бајка о боксеру као Џо Гулд
  - Џејк Џиленхол — Планина Броукбек као Џек Твист
  - Вилијам Херт — Насилничка прошлост као Ричи Кјузак
- 2006 Алан Аркин — Мала Мис Саншајн као Едвин Хувер
  - Џеки Ерл Хејли — Игралиште као Роналд Џејмс Макгорви
  - Џимон Хансу — Крвави дијамант као Соломон Венди
  - Еди Мерфи — Девојке из снова као Џејмс 'Муња' Ерли
  - Марк Волберг — Двострука игра као наредник Шон Дигнам
- 2007 Хавијер Бардем — Нема земље за старце као Антон Чигур
  - Кејси Афлек — Кукавичко убиство Џесија Џејмса од стране Роберта Форда као Роберт Форд
  - Филип Симор Хофман — Рат Чарлија Вилсона као Гаст Авракотос
  - Хал Холбрук — У дивљини као Рон Франц
  - Том Вилкинсон — Мајкл Клејтон као Артур Иденс
- 2008 Хит Леџер — Мрачни витез као Џокер
  - Џош Бролин — Милк као Ден Вајт
  - Роберт Дауни млађи — Тропска олуја као Кирк Лазарус
  - Филип Симор Хофман — Сумња као Брендан Флин
  - Мајкл Шенон — Револуционарни пут као Џон Гивингс
- 2009 Кристоф Валц — Проклетници као Ханс Ланда
  - Мет Дејмон — Непобеђени као Франсоа Пинар
  - Вуди Харелсон — Гласник као Тони Стоун
  - Кристофер Пламер — Последња станица као Лав Толстој
  - Стенли Тучи — Дивне кости као Џорџ Харви

### 2010-е
| Година | Добитник Филм                                      | Номиновани |
| ------ | -------------------------------------------------- | --- |
| 2010.  | Кристијан Бејл – Борац                             | Џон Хокс — Зима до костију Џереми Ренер — Град лопова Марк Рафало — Клинци су у реду Џефри Раш — Краљев говор                                  |
| 2011.  | Кристофер Пламер – Почетници                       | Макс фон Сидоу — Јако гласно и невероватно близу Ник Нолти — Ратник Џона Хил — Формула успеха Кенет Брана — Моја недеља са Мерилин             |
| 2012.  | Кристоф Валц — Ђангова освета                      | Томи Ли Џоунс — Линколн Роберт де Ниро — У добру и у злу Филип Симор Хофман — Мастер Алан Аркин — Арго                                         |
| 2013.  | Џаред Лето — Пословни клуб Далас                   | Бредли Купер — Америчка превара Мајкл Фасбендер — Дванаест година ропства Џона Хил — Вук са Вол Стрита Баркад Абди — Капетан Филипс            |
| 2014.  | Џеј Кеј Симонс — Ритам лудила                      | Роберт Дувал — Судија Итан Хок — Одрастање Едвард Нортон — Човек Птица Марк Рафало — Рвање са лудилом                                          |
| 2015.  | Марк Рајланс — Мост шпијуна                        | Кристијан Бејл — Опклада века Том Харди — Повратник Марк Рафало — Под лупом Силвестер Сталоне — Крид: Рађање легенде                           |
| 2016.  | Махершала Али — Месечина                           | Џеф Бриџиз — По цену живота Лукас Хеџиз — Манчестер на Мору Дев Пател — Лав Мајкл Шенон — Ноћне звери                                          |
| 2017.  | Сем Роквел — Три билборда испред Ебинга у Мисурију | Вилем Дафо — Пројекат Флорида Вуди Харелсон — Три билборда испред Ебинга у Мисурију Ричард Џенкинс — Облик воде Кристофер Пламер — Цена живота |
| 2018.  | Махершала Али — Зелена књига                       | Адам Драјвер — Црни члан КККлана Сем Елиот — Звезда је рођена Ричард Е. Грант — Можете ли ми икад опростити? Сем Роквел — Човек из сенке       |
| 2019.  | Бред Пит — Било једном у Холивуду                  | Том Хенкс — Прелеп дан у комшилуку Ентони Хопкинс — Двојица папа Ал Пачино — Ирац Џо Пеши — Ирац                                               |

### 2020-е
| Година | Добитник Филм                       | Номиновани |
| ------ | ----------------------------------- | --- |
| 2020.  | Данијел Калуја – Јуда и црни месија | Саша Барон Коен — Суђење Чикашкој седморици Лесли Одом Јуниор — Једна ноћ у Мајамију Пол Рејси — Звук метала Лакит Стенфилд — Јуда и црни месија |
| 2021.  | Трој Коцур – Кода                   | Киран Хајндс — Белфаст Џеси Племонс — Моћ пса Џеј Кеј Симонс — Рикардови Коди Смит-Макфи — Моћ пса                                               |
| 2022.  | Џонатан Ке Кван – Све у исто време  | Брендан Глисон — Духови острва Брајан Тајри Хенри — Causeway Џад Херш — Фабелманови Бари Киоган — Духови острва                                  |
| 2023.  | Роберт Дауни Млађи – Опенхајмер     | Стерлинг К. Браун — Америчка фикција Роберт де Ниро — Убиства под цветним месецом Рајан Гозлинг — Барби Марк Рафало — Јадна створења             |
| 2024.  | Киран Калкин – Истински бол         | Јура Борисов — Анора Едвард Нортон — Боб Дилан: Потпуни незнанац Гај Пирс — Бруталиста Џереми Стронг — The Apprentice: Прича о Трампу            |